# Estádio João Corrêa da Silveira
Estádio João Corrêa da Silveira – stadion wielofunkcyjny w São Leopoldo, Rio Grande do Sul, Brazylia. Obiekt posiada 10 000 miejsc dla kibiców. W sezonie 2025, mecze rozgrywa tutaj drużyna Clube Esportivo Aimoré.